# Warren Barrett
Warren Barrett (ur. 9 września 1970) – jamajski piłkarz grający na pozycji bramkarza.

## Kariera klubowa
Niemal całą piłkarską karierę Barrett spędził w zespole Violet Kickers z miasta Montego Bay. W 1988 roku zadebiutował w jego barwach w Jamaican National Premier League. W 1994 roku osiągnął z nim swój pierwszy sukces w karierze, gdy został mistrzem Jamajki. Osiągnięcie to powtórzył w 1996 roku. W 2000 roku został na pół roku wypożyczony do Wadadah, a następnie na połowę sezonu 2000/2001 wrócił do Violet Kickers, którym po sezonie zakończył piłkarską karierę. Liczył sobie wówczas 31 lat.

## Kariera reprezentacyjna
W reprezentacji Jamajki Barrett zadebiutował w 1990 roku. W 1998 roku został powołany przez selekcjonera René Simõesa do kadry na Mistrzostwa Świata we Francji. Tam był kapitanem reprezentacji i jej podstawowym bramkarzem. Zagrał w dwóch spotkaniach: przegranych 1:3 z Chorwacją oraz 0:5 z Argentyną. Karierę reprezentacyjną zakończył w 2000 roku po meczu z Hondurasem, gdy stanął w bramce zamiast Aarona Lawrence’a, wykluczonego z gry za czerwoną kartkę. Ogółem w kadrze narodowej rozegrał 108 meczów.